# Anshan
Anshan (en chino, 鞍山; pinyin, Ānshān) es una ciudad-prefectura en la provincia de Liaoning, al noreste de la República Popular China, teniendo una población de 3,6 millones en 2010.
Fue fundada como un puesto de correos en el año 1387 y fue fortificada en 1587 como parte de la defensa fijada por la Dinastía Ming en contra del creciente poderío de los manchúes. Fue destruida por el fuego durante la Rebelión de los Bóxers y gravemente dañada en el transcurso de la Guerra Ruso-Japonesa.
En los años de 1930, los japoneses ocuparon Anshan y la convirtieron en un centro acerero. La ciudad fue bombardeada por las aeronaves estadounidenses en 1944 y ocupada por los soviéticos después de la Segunda Guerra Mundial. Tiempo después los chinos la reconstruyeron para hacer de ella un centro industrial productor de cemento, acero y productos químicos.

## Administración
La ciudad prefectura de Anshan se divide en 4 distritos, 1 ciudad municipal, 1 condado y 1 condado autónomo. 
- Distrito Tiedong 铁东区
- Distrito Tiexi 铁西区
- Distrito Lishan 立山区
- Distrito Qianshan 千山区
- Ciudad Haicheng 海城市
- Condado Tai'an 台安县
- Condado autónomo Xiuyan Manchu 岫岩满族 自治县

## Historia

Mapa del ferrocarril Transmanchuriano o del este de China, en el que sale abajo Anshan

El área de Anshan ha estado habitada desde tiempos prehistóricos. La región fue de poca importancia, una pequeña ciudad en la provincia de Liaodong, eclipsada por la vecina ciudad vecina de Liaoyang, hasta mediados del siglo XX. En 1587 Anshan fue fortificada por la dinastía Ming para combatir el creciente poder de los Manchúes. La ciudad fue incendiada durante el Levantamiento de los bóxers, y fue destruida en la guerra ruso-japonesa (1904-1905). Como resultado de esta guerra, Japón había ganado influencia en Liaoning y estaba involucrada en la industrialización de la ciudad. Anshan yacía junto al nuevo Ferrocarril del Sur de Manchuria la línea que va desde el puerto de Dalian a la gran ciudad de Shenyang. Como unión conjunta chino-japonesa una empresa metalúrgica fue inaugurada en Anshan en 1918.
En 1933, el sitio se expandió para incluir la producción de acero y la compañía pasó a llamarse Acerías Showa  (昭和製鋼所). Se desarrollaron industrias adicionales en torno a las fábricas de hierro y acero. La ciudad de Anshan creció significativamente en tamaño en torno a este nuevo emplazamiento industrial. Anshan se convirtió en uno de los más grandes productores de hierro, no solo de Asia sino del mundo.
Al final de la guerra, el Ejército Rojo puso en marcha las fuerzas de la Operación Tormenta, que capturó la Manchuria de los japoneses. Los soviéticos saquearon las ruinas de las acerías Showa y las partes las devolvieron a la Unión Soviética. Con la derrota de Japón en 1945, Anshan fue devuelto a China junto con el resto de Manchuria. Sin embargo, la paz aún no había llegado. La guerra civil continuó entre el Gobierno Nacionalista Chino y el Partido Comunista. La ciudad fue liberada por el EPL el 19 de febrero de 1948. El noreste de China fue marcado para convertirse en un importante centro industrial de la en todo el pías. Junto con su creciente reputación como un importante productor de acero, Anshan también fue ganando una reputación como una ciudad sucia, maloliente. Anshan se convirtió en una región administrativa formal con el Gobierno Popular del Nordeste (más tarde rebautizada como la Comisión de Administración del Nordeste) en noviembre de 1949. El 12 de marzo de 1953, la ciudad se convirtió en un municipio bajo la administración directa del Gobierno Central. La ciudad municipal de Haicheng y el Condado Xiuyan estaban subordinados a la provincia de Liaodong. Los hornos de la acería se cambiaron en la década de 1980 a los diseños que soplan oxígeno desde el frente, esto aumentó la producción y también redujo la contaminación.

## Geografía
Situada en las orillas del Río Liao, el terreno de la ciudad es plano pero montañoso en los límites orientales. La zona es rica en recursos minerales como hierro, carbón,magnesita,talco y jade. Las llanuras al oeste de Anshan sirven para la agricultura. En total, la ciudad contiene 24480 hectáreas de tierras cultivables lo que representa el 26.4% de la superficie total.Uno de los productos agrícolas por la cual se conoce esta región son las peras Nangua.
Anshan no tiene ningún río o puerto marítimo. El aeropuerto comercial más cercano es el Aeropuerto Internacional Shenyang Taoxian (沈阳桃仙国际机场), a unos 90 km hacia el norte. Por la ciudad pasa la Autopista Shenda (沈大高速公路) que conecta a Shenyang con Dalian que son las dos ciudades más grandes de la provincia de Liaoning. Anshan también se conecta con Beijing, Dalian, así como con las provincias del noreste de Jilin y Heilongjiang, Mongolia Interior y Rusia por vías férreas. El transporte público conecta la ciudad entre sí como con sus vecinas. Debido a la topografía plana de la ciudad, las bicicletas son muy populares, casi todas las carreteras tienen ciclo vías.

## Clima
La ciudad tiene cuatro estaciones bien notadas ,pero en pocas palabras el clima es seco con abundante sol.
| Parámetros climáticos promedio de Anshan (1971−2000) | Parámetros climáticos promedio de Anshan (1971−2000) | Parámetros climáticos promedio de Anshan (1971−2000) | Parámetros climáticos promedio de Anshan (1971−2000) | Parámetros climáticos promedio de Anshan (1971−2000) | Parámetros climáticos promedio de Anshan (1971−2000) | Parámetros climáticos promedio de Anshan (1971−2000) | Parámetros climáticos promedio de Anshan (1971−2000) | Parámetros climáticos promedio de Anshan (1971−2000) | Parámetros climáticos promedio de Anshan (1971−2000) | Parámetros climáticos promedio de Anshan (1971−2000) | Parámetros climáticos promedio de Anshan (1971−2000) | Parámetros climáticos promedio de Anshan (1971−2000) | Parámetros climáticos promedio de Anshan (1971−2000) |
| Mes                                                  | Ene.                                                 | Feb.                                                 | Mar.                                                 | Abr.                                                 | May.                                                 | Jun.                                                 | Jul.                                                 | Ago.                                                 | Sep.                                                 | Oct.                                                 | Nov.                                                 | Dic.                                                 | Anual                                                |
| ---------------------------------------------------- | ---------------------------------------------------- | ---------------------------------------------------- | ---------------------------------------------------- | ---------------------------------------------------- | ---------------------------------------------------- | ---------------------------------------------------- | ---------------------------------------------------- | ---------------------------------------------------- | ---------------------------------------------------- | ---------------------------------------------------- | ---------------------------------------------------- | ---------------------------------------------------- | ---------------------------------------------------- |
| Temp. máx. media (°C)                                | −3.8                                                 | −0.2                                                 | 7.0                                                  | 16.7                                                 | 23.1                                                 | 27.3                                                 | 29.2                                                 | 28.4                                                 | 23.8                                                 | 16.4                                                 | 6.7                                                  | −0.7                                                 | 14.5                                                 |
| Temp. mín. media (°C)                                | −12.9                                                | −9.5                                                 | −2.4                                                 | 6.1                                                  | 12.6                                                 | 17.9                                                 | 21.2                                                 | 20.0                                                 | 13.8                                                 | 6.4                                                  | −2.1                                                 | −9.5                                                 | 5.1                                                  |
| Precipitación total (mm)                             | 7.4                                                  | 7.2                                                  | 14.9                                                 | 34.3                                                 | 62.3                                                 | 78.4                                                 | 180.8                                                | 166.7                                                | 83.2                                                 | 42.9                                                 | 22.0                                                 | 9.9                                                  | 710                                                  |
| Días de precipitaciones (≥ 0.1 mm)                   | 3.6                                                  | 3.5                                                  | 4.6                                                  | 7.0                                                  | 8.5                                                  | 11.1                                                 | 13.2                                                 | 11.0                                                 | 7.5                                                  | 6.6                                                  | 5.2                                                  | 3.7                                                  | 85.5                                                 |
| Fuente: Weather China                                |                                                      |                                                      |                                                      |                                                      |                                                      |                                                      |                                                      |                                                      |                                                      |                                                      |                                                      |                                                      |                                                      |

## Economía
El noreste de China es una importante zona industrial y Anshan es uno de los sitios clave de la economía. La ciudad es conocida como "la capital China de hierro y acero".  Antes del desarrollo de las industrias del hierro y acero Anshan era una ciudad relativamente pequeña de poca importancia. A medida que las fábricas se desarrollaban se desarrolló la ciudad. Cuando Japón ocupó el noreste de China en 1931, estas fábricas se convirtieron en un monopolio de propiedad japonesa. Debido a sus fábricas, la ciudad se convirtió en un importante centro industrial estratégico durante la Segunda Guerra Mundial y, como tal, estaba sujeta a constantes bombardeos de los aliados. La producción total de hierro llegó a 1.000.000 de toneladas en 1931/32, de los cuales casi la mitad fue hecha por Showa. La producción de hierro creció a 7.000.000 toneladas en 1938 y en 1941, Showa Steel Works tenía una capacidad de producción total de 1.750.000 toneladas de barras de hierro y 1.000.000 toneladas de procesado de acero. En 1942, Showa alcanzó 3.600.000 toneladas, lo que es uno de los principales centros de hierro de acero en el mundo.  En 1945 la planta de acero fue saqueada por las fuerzas soviéticas. El gobierno de China reparó parcialmente el sitio, pero fue destruido de nuevo durante la guerra civil. Las fábricas fueron nuevamente reparadas y Anshan Iron and Steel fue fundada en 1948. En 2001, la compañía produjo 290 millones de toneladas de acero, 284 millones de toneladas de arrabio y 192 millones de toneladas de acero laminado. Hasta 2001 cuando una nueva planta de acero se abrió en Shanghái, la de Anshan fue el mayor productor de acero en China. La empresa cuenta con una capacidad de producción anual de 10 millones de toneladas de lingotes de hierro, 10 millones de toneladas de acero y 9.5 millones de toneladas de acero laminado. Una cuarta parte de las reservas totales de China de mineral de hierro, cerca de diez mil millones de toneladas, se encuentran en Anshan ,asegurando un futuro acerero. Anshan es rica también en recursos minerales como magnesita, las reservas de magnesita aquí son equivalentes a una cuarta parte de todas las reservas de todo el mundo y un tercio del talco.

## Ciudades hermanadas
- Amagasaki, Japón.
- Bursa, Turquía.
- Ansan, Corea del Sur.
- Sheffield, Reino Unido.